# NHK BS 프리미엄 4K
NHK BS 프리미엄 4K은 NHK의 위성방송국 중 하나이다.

## 역사
- 2023년 12월 1일에 NHK BS4K가 NHK BS 프리미엄과 통합해 NHK BS 프리미엄 4K로 채널명을 변경하였다.

## 방송 시간
- 하루 24시간 방송하고 있다.
- NHK BS 프리미엄 4K 시절에는 정규 방송은 오전 6시부터 다음날 자정까지이며, 정파는 자정부터 오전 6시까지이었다.

## 같이 보기
- 초고선명 텔레비전
- BS아사히 4K
- BS-TBS 4K
- BS후지 4K
- BS TV 도쿄 4K
- WOWOW 4K
- 일본방송협회
- NHK BS
- NHK BS8K
- NHK BS 프리미엄